# Jean-Philippe Peguero
Jean-Philippe Peguero (ur. 29 września 1981 w Port-de-Paix) – haitański piłkarz występujący na pozycji napastnika.

## Kariera klubowa
Peguero karierę rozpoczynał w zespole Don Bosco FC, z którym w 2003 roku wywalczył mistrzostwo fazy Ouverture. W 2004 roku został zawodnikiem amerykańskiego Colorado Rapids. W MLS zadebiutował 4 kwietnia 2004 w zremisowanym 1:1 meczu z Dallas Burn, a 18 kwietnia 2004 w zremisowanym 1:1 spotkaniu z Los Angeles Galaxy strzelił swojego pierwszego gola w MLS.
W trakcie sezonu 2006 Peguero odszedł do New York Red Bulls, a po jego zakończeniu został zawodnikiem duńskiego Brøndby IF. W Superligaen pierwszy mecz rozegrał 5 sierpnia 2006 przeciwko AC Horsens (3:0) i zdobył wówczas bramkę. 20 sierpnia 2006 w meczu z Viborgiem doznał kontuzji zerwania więzadła krzyżowego, w wyniku której był wykluczony z gry przez blisko dwa lata. W kwietniu 2008 został wypożyczony do amerykańskiego San Jose Earthquakes. Jednakże z powodu problemów zdrowotnych związanych z kolanem, wypożyczenie Peguero zostało skrócone, a on sam zakończył karierę pod koniec 2008 roku.
W 2011 roku wznowił ją i został graczem Fort Lauderdale Strikers, występującego w NASL. W tym samym roku odszedł do Don Bosco FC i grał tam do 2014 roku. Następnie występował w dominikańskiej drużynie Moca FC, haitańskim Real Hope FA, a także w amerykańskim klubie CASA Team Haiti, który był ostatnim w jego karierze.

## Kariera reprezentacyjna
W reprezentacji Haiti Peguero zadebiutował w 2003 roku. W 2013 roku został powołany do kadry na Złoty Puchar CONCACAF. Zagrał na nim w meczach z Hondurasem (0:2), Trynidadem i Tobago (2:0) i Salwadorem (0:1), a Haiti zakończyło turniej na fazie grupowej.
W latach 2003–2013 w drużynie narodowej rozegrał 28 spotkań i zdobył 16 bramek.